# Deutsches Symphonie-Orchester Berlin

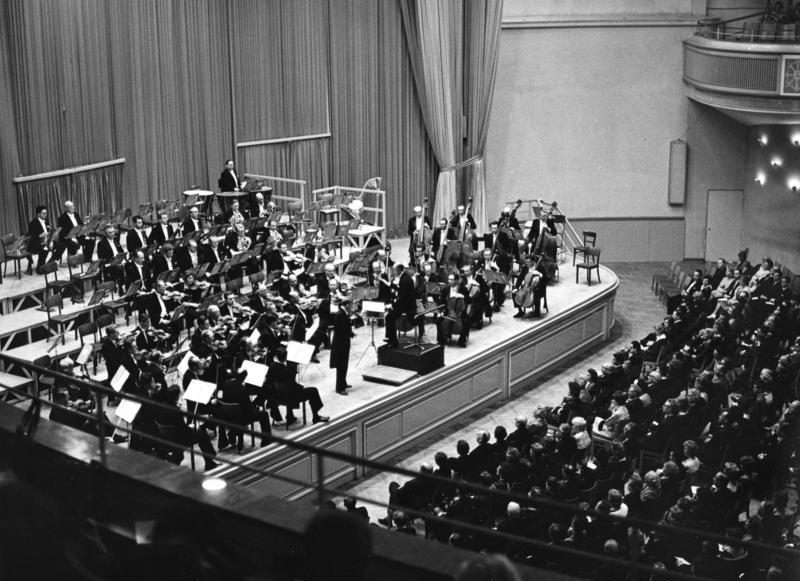
Radio-Symphonie-Orchester Berlin (1961), précurseur du Deutsches Symphonie-Orchester Berlin

L'Orchestre symphonique allemand de Berlin ou Deutsches Symphonie-Orchester Berlin (DSO Berlin) est un orchestre allemand créé en 1946.
Le DSO-Berlin est l'un des neuf orchestres de Berlin. Il présente la particularité d'avoir déjà changé plusieurs fois de nom dans sa relativement courte existence en raison de l'histoire de son pays et de sa ville. Ces précisions sont importantes pour l'identification de l'orchestre (cf. infra).

## Histoire
En 1946, Berlin est occupé par quatre puissances étrangères qui se partagent la ville en autant de secteurs. Les États-Unis dotent leur secteur d'une station de radio (Radio in the American Sector, Rundfunk im amerikanischen Sektor, ou RIAS), elle-même dotée d'un orchestre, qui prend donc le nom de RIAS-Symphonie-Orchester. Son premier chef principal est le Hongrois Ferenc Fricsay, de 1948 à son décès en 1963 - avec une interruption de 1954 à 1959.
Avec la partition de l'Allemagne, les trois secteurs des pays alliés sont réunis pour former Berlin-Ouest. Le secteur américain n'existant plus en tant que tel, l'orchestre est renommé en 1956 Radio-Symphonie-Orchester Berlin (RSO Berlin). Pendant ce temps, l'autre orchestre radio-symphonique, le Rundfunk-Sinfonieorchester Berlin (fondé en 1923), appartient à Berlin-Est, donc à la RDA.
Après la réunification de l'Allemagne et de Berlin, l'orchestre change une nouvelle fois de nom, pour éviter l'homonymie avec l'autre RSO. C'est en 1993 qu'il devient le DSO Berlin, le Rundfunk-Sinfonieorchester, plus ancien, gardant son nom.

## Chefs principaux
- Ferenc Fricsay (1948–1954)
- Ferenc Fricsay (1959–1963)
- Lorin Maazel (1964–1975)
- Riccardo Chailly (1982–1989)
- Vladimir Ashkenazy (1989–1999)
- Kent Nagano (2000–2006)
- Ingo Metzmacher (2007–2010)
- Tugan Sokhiev (2012–2016)
- Robin Ticciati (2017-2024)[1]
- Kazuki Yamada (2026[1]-)